# Gon (serie animata)
Gon (ゴン?) è una serie televisiva anime tratta dall'omonimo manga di Masashi Tanaka. La serie racconta la storia del piccolissimo ed irascibile dinosauro Gon e le sue interazioni con il mondo circostante. La serie è andata in onda in Giappone dal 2 aprile 2012 al 25 marzo 2013 per la prima stagione e dal 4 aprile al 26 settembre 2015 per la seconda mentre in Italia la serie è stata trasmessa dal 26 settembre 2015 da TIMvision sul canale Rainbow.

## Trama
La serie racconta delle incredibili avventure del piccolo e simpatico Giganotosaurus giallo che in qualche modo è sopravvissuto all'estinzione dei suoi compagni Dinosauri e quindi convive con degli animali del Paleolitico in un'isola che non si trova in nessun'altra parte del mondo, ed insieme a loro vive un sacco di affascinanti avventure.

## Personaggi
Gon (ゴン?)
Doppiato da: Motoko Kumai (ed. giapponese e italiana)
Un giovane giganotosaurus giallo protagonista indiscusso della serie. Si tratta di un dinosauro dall'atteggiamento buono, tenero e giocherellone; ma quando vuole sa essere anche molto irascibile, prepotente e feroce. Gli altri animali lo hanno battezzato Gon solo perché quella è l'unica parola che riesce a dire. Gon è dotato di una grande forza, di una notevole agilità, di un potente ruggito e di una pelle quasi impenetrabile (il fuoco e il pungiglione delle api possono fargli male). Si nutre un po' di tutto. Non è chiaro se gli altri animali capiscono il suo modo di comunicare ma Gon riesce a capire quello che gli altri animali dicono.
Uru (ウッス?, Ussu)
Doppiato da: Hidenari Ugaki (ed. giapponese), ? (ed. italiana)
Un orso grizzly che vive nella foresta; è arrogante, egoista, ingordo, assetato di potere e di attenzioni. Prima dell'arrivo di Gon, Uru era considerato la creatura più forte della foresta in cui vive e per tale ragione lui si autoproclama re della foresta; un titolo del tutto immeritato dato che, nel corso della serie, viene sconfitto da Gon e da altri animali ( a provarlo è la sua cicatrice a forma di X che ha sul petto che il cinghiale Don gli ha dato anni prima). Uru adora spadroneggiare nella foresta e soprattutto mangiare funghi in grande quantità, quando Gon è nei paraggi però viene usato come letto sul quale dormire.
Reed (リーダー?, Rīdā)
Doppiato da: Takeshi Tomizawa (1ª stagione), Ryuichi Kijima (2ª stagione) (ed. giapponese), ? (ed. italiana)
Un leone con i denti a sciabola che vive nella savana e della quale si è autoproclamato capo. Reed ama avere tutto sotto controllo, andare in ricognizione per la savana e imporre agli altri animali le sue regole, questo lo rende estremamente odiato dagli altri animali presenti. Gon si diverte a cavalcarlo. Reed a volte riesce a dimostrare di essere anche altruista e saggio verso gli altri animali nonostante il suo carattere duro, irascibile e fissaregole. Oltre a Gon Reed viene spesso battuto anche da altri animali (un altro motivo per il quale è un pessimo capo).
Alpo (ニッチー?, Nitchī)
Doppiato da: Momoko Ohara (1ª stagione), Rie Kawamura (2ª stagione) (ed. giapponese), ? (ed. italiana)
Una donnola grigia maschio che lavora per Uru. Alpo è servile, vigliacco, un po' prepotente e estremamente fedele al suo capo (anche se una volta lo molla). Dimostra però di essere intelligente, dato che le idee migliori per il suo capo le suggerisce sempre lui. Lavora per Uru insieme a Dande e Doodie (altre 2 donnole sue colleghe).
Dande (サッチー?, Satchī)
Doppiato da: Yoshiyuki Shimozuma (1ª stagione), Chiyo Tomaru (2ª stagione) (ed. giapponese), ? (ed. italiana)
Una donnola nera maschio. Anche lui è servile, vigliacco e un po' prepotente ma nutre meno fedeltà al suo padrone. Si distingue dai suoi colleghi Alpo e Doodie per la voce e gli atteggiamenti femminili, egli è anche il più sfortunato del trio di donnole dato che nei guai peggiori spesso ci finisce solo lui (caduto nell'acqua ghiacciata, catturato dagli scorpioni, punto dalle api ecc.).
Doodie (イッチー?, Itchī)
Doppiato da: Naru Kawamoto (1ª stagione), Yukine Yaehata (2ª stagione) (ed. giapponese), ? (ed. italiana)
Una donnola maschio bianca con gli occhi neri. Al pari dei suoi 2 colleghi Alpo e Dande è servile, vigliacco e un po' prepotente; è però lo scagnozzo meno fedele di Uru, infatti fa sempre del sarcasmo sul suo padrone e sulle situazioni comiche nelle quali Gon lo coinvolge.
Ollie (オリ?, Ori)
Doppiata da: Mariko Munakata (ed. giapponese), ? (ed. italiana)
Un albatros femmina madre di 3 pulcini. Viene sempre usata da Gon come jet privato e per tale ragione lo sopporta a malapena; nonostante ciò Ollie in alcune occasioni sa mostrare affetto per Gon; in un'occasione lo lascia avvicinare alle sue uova e in un'altra lo lascia giocare con i suoi pulcini. I veri nemici di Ollie però sono 2 avvoltoi dispettosi, che volevano rubarle le uova ma che falliscono per colpa di Gon, e soprattutto una lince rossa che cerca di assalirle il nido, ma anche questo felino fallisce a causa di Gon.
Jack (ジャック?, Jakku)
Doppiato da: Takeshi Kusao (1ª stagione), Hirokazu Machida (2ª stagione) (ed. giapponese), ? (ed. italiana)
Un lupo grigio capobranco di una banda di feroci lupi. Jack è l'acerrimo nemico di Uru, contro il quale scatena lotte furibonde per il possesso della foresta in cui vivono; se però si presenta una minaccia più grande (ad esempio Gon) Jack e Uru mettono da parte la loro rivalità e si alleano contro il nemico comune. Jack si differenzia dagli altri lupi per la sua cicatrice sull'occhio destro.
Choro (チョロ?)
Doppiato da: Yūji Mitsuya (1ª stagione), Yoshiyuki Shimozuma (2ª stagione) (ed. giapponese), ? (ed. italiana)
Una strana creatura simile a un toporagno ma bipede (probabilmente un leptictidium) noto nella foresta come la creatura più scaltra. Choro ama usare la sua astuzia per rubare il cibo agli altri animali (specialmente a Gon).
Suku (スー?, Sū)
Doppiato da: Rikako Yamaguchi (ed. giapponese), ? (ed. italiana)
Un cucciolo di scoiattolo rosso giapponese che fa parte di un gruppo di scoiattoli che vive nella foresta di Uru. Suku è curioso di tutto ciò che succede intorno a lui ed è per questa ragione che diventa uno dei primi animali a stringere amicizia con Gon. Suku teme ma allo stesso tempo ammira ed è amico di Gon (Gon lo aiuta in alcune occasioni e viceversa).
Scoiattolo alfa (リス長老?, Risu chōrō)
Doppiato da: Mitsuo Senda (ed. giapponese), ? (ed. italiana)
Un anziano scoiattolo che è a capo degli scoiattoli che vivono nella foresta di Uru. Questo scoiattolo è molto saggio e intelligente e conosce tutti i segreti della foresta, infatti quando Gon e/o gli altri animali hanno dei dubbi si rivolgono sempre a lui.
Puroro (プロロ?)
Doppiato da: Chisa Yuuki (ed. giapponese), ? (ed. italiana)
Un procione molto fifone che vive nella foresta di Uru.
Kumarin (クマリン?)
Doppiato da: Saki Fujita (ed. giapponese), ? (ed. italiana)
Un orsacchiotto bruno con gli occhioni teneri che fanno di lui un animale molto carino e adorabile. Kumarin è capace di intenerire (il più delle volte) quasi tutti gli animali che incontra, compreso Gon il quale si affeziona molto a lui. Di contro Kumarin viene spesso evitato da Gon e dagli altri animali per via del suo potentissimo pianto (come ogni bambino pensa di poter risolvere tutto piangendo). Gon cerca in più di un'occasione di sbarazzarsi di Kumarin ma alla fine il risultato è sempre lo stesso: al piccolo dinosauro vengono i sensi di colpa per averlo lasciato indietro e subito torna indietro per assicurarsi che l'orsetto stia bene.
Kai (カイ?)
Doppiato da: Kōsei Hirota (ed. giapponese), ? (ed. italiana)
Un'aquila (decisamente enorme per la sua specie) che si considera il padrone dei cieli. Kai vive su una montagna in mezzo al deserto in solitaria e non gli piace stare in mezzo agli altri; Gon spesso gli strappa le piume per poterle usare per il volo.
Metaki (メタケイ?, Metakei)
Doppiato da: Kentarō Itō (ed. giapponese), ? (ed. italiana)
Un Macroeuphractus che diventa grande amico di Reed dopo che quest'ultimo gli salva la vita da Gon in più di un'occasione; da allora egli vive nella savana e fa da assistente di Reed. Questo animale ha voce e modi di fare molto sarcastici e fa da voce della ragione a Reed (in primis) e agli altri animali della savana; quando non aiuta Reed, il Macroeuphractus si diverte a rotolare su se stesso, una tecnica che lo rende abbastanza veloce da sfuggire a Gon; infatti il Macroeuphractus è l'animale della savana che meno subisce gli attacchi di Gon.
Mhu (ヌー?, Nū)
Doppiato da: Ao Takahashi (ed. giapponese), ? (ed. italiana)
Un cacatua verde e giallo che sa imitare benissimo le voci degli altri animali. Usa questa sua abilità per rubare il cibo ma rimane molto amico di Gon.
Kameron (カメロン?)
Doppiato da: Naoki Bandō (ed. giapponese), ? (ed. italiana)
Un camaleonte che ruba il cibo senza farsi vedere agli altri animali; come tutti i camaleonti può mimetizzarsi molto bene. Anche questa creatura diventa amica di Gon.
Furo (フーロ?, Fūro)
Doppiato da: Kōsuke Toriumi (ed. giapponese), ? (ed. italiana)
Un cucciolo di moffetta molto ambizioso che vuole diventare il re delle puzzette. Emana un odore molto fetido che lo rende temuto da tutti gli animali che incontra, è uno dei numerosi animali che sono stati in grado di sconfiggere Uru. Furo vuole a tutti i costi sconfiggere Kungka (una moffetta gigante) attuale re delle puzzette e per farlo unisce le forze con Gon il quale lo tratta come amico ma anche come suo maestro.
Speed King (スピードキング?, Supīdo Kingu)
Doppiato da: Ken'yū Horiuchi (ed. giapponese), ? (ed. italiana)
Un uccello simile a uno struzzo ma con il piumaggio blu, è l'animale più veloce di sempre; ama correre per tutta la savana e gareggiare con gli altri animali, soprattutto con un ghepardo (secondo solo a Speed King). In un episodio subisce un grave infortunio ma viene allenato da Gon tornare a correre velocemente e viene anche salvato dallo stesso Gon quando il ghepardo cerca di acchiapparlo. Speed King vorrebbe anche imparare a volare e non ama essere preso in giro dagli altri uccelli solo per il fatto di non essere capace di volare.
Tackle (タックルキング?, Takkuru Kingu)
Doppiato da: Dai Matsumoto (ed. giapponese), ? (ed. italiana)
Un rinoceronte simile a un sinotherium. Tackle vive nella savana, più precisamente in una piccola valle nella quale sposta massi anche più grandi di lui; Tackle fa vita solitaria ed è molto suscettibile riguardo al suo enorme corno (del quale si vergogna). La prima volta che incontra Gon cerca di affrontarlo perché convinto che lo stesse prendendo in giro ma successivamente decide di diventare apprendista e amico di Gon dopo avere visto la sua incredibile forza. Tackle è uno dei pochi animali che si ribella a Reed (il quale lo teme); nonostante la sua forza molte volte non riesce ad avere la meglio su altri animali ad esempio Sord lo smilodonte (che in seguito diventeranno brevemente alleati).

## Episodi
La numerazione N°(J) indica quella giapponese, in cui ogni episodio è suddiviso, in due sottoepisodi, tranne alcuni casi in cui prima o dopo la puntata è stato trasmesso un piccolo speciale, N°(I) indica invece la numerazione dell'edizione italiana, che ha completamente stravolto l'ordine degli episodi, infatti, il primo episodio è completamente inedito, mentre l'ultimo, il 50 è stato trasmesso per metà ma almeno con il sottoepisodio B) che conclude la serie.
| N°(J)                         | N°(I)             | Titolo italiano Giapponese 「Kanji」 - Rōmaji - Traduzione letterale | In onda           | In onda                   |
| N°(J)                         | N°(I)             | Titolo italiano Giapponese 「Kanji」 - Rōmaji - Traduzione letterale | Giapponese        | Italiano                  |
| Prima stagione (50 episodi)   |                   | |                   |                           |
| 1A-1B                         | -                 | 「ゴン、ゴ～ンと登場！！」 - Gon, go ~ n to tōjō!! – "Gon, fa un'apparizione con il botto!!"「ゴン、森で遊ぶ」 - Gon, mori de asobu – "Gon, gioca nella foresta"                                                                                                  | 2 aprile 2012     | Inedito                   |
| 2A-2B                         | S1 E01-S1 E03     | Il re della savana 「ゴン、乗り物を探す」 - Gon, norimono o sagasu – "Gon, alla ricerca di una cavalcata"Gon, che pavone! 「ゴン、綺麗な羽を広げる」 - Gon, kirei na hane o hirogeru – "Gon, distende le belle ali"                                               | 9 aprile 2012     | 26 settembre 2015         |
| 3A-3B                         | S1 E02-           | Nato per correre! 「ゴン、スピードキングを鍛える」 - Gon, supīdokingu o kitaeru – "Gon, allena Speed King"「チョロ、ゴンの木の実を盗む」 - Choro, gon no konomi o nusumu – "Choro, ruba il frutto di Gon"                                                         | 16 aprile 2012    | 26 settembre 2015-Inedito |
| 4A-4B                         | -S2 E02           | 「ゴン、オリにこだわる」 - Gon, ori ni kodawaru – "Gon, si agita sopra all'ollie"Benvenuto, Meta K! 「さすらいのメタケイ登場！」 - Sasurai no metakei tōjō! – "Appare l'errante Metakei!"                                                                         | 23 aprile 2012    | Inedito-26 settembre 2015 |
| 5A-5B                         | -                 | 「ゴン、砂漠を行く」 - Gon, sabaku o iku – "Gon, va nel deserto"「ゴン、巨大サソリと対決する」 - Gon, kyodai sasori to taiketsu suru – "Gon, si confronta con il Grande Scorpione"                                                                                | 30 aprile 2012    | Inedito                   |
| 6A-6B                         | S2 E01-S1 E04/05* | Il piano malefico 「ゴン、イノシシの作戦にひっかかる」 - Gon, inoshishi no sakusen ni hikkakaru – "Gon, strategia di cattura del cinghiale"Un nuovo amico per Gon 「ゴン、でっかいヤツに出会う」 - Gon, dekkai Yatsu ni deau – "Gon, incontra il Ragazzo Gigante" | 7 maggio 2012     | 26 settembre 2015         |
| 7A-7B                         | -                 | 「ゴン、最強のサイと対決する」 - Gon, saikyō no sai to taiketsu suru – "Gon, si confronta con il Rinoceronte più forte"「ゴン、象の群れに加わる」 - Gon, zō no mure ni kuwawaru – "Gon, partecipa ad una folla di fenomeni"                                       | 14 maggio 2012    | Inedito                   |
| 8A-8B                         | -S1 E06/07*       | 「ゴン、鼻の中の侵入者」 - Gon, hana no naka no shinnyū sha – "Gon, intruso nel naso"Il re delle Imitazioni 「ゴン、ものまねをされる」 - Gon, monomane o sareru – "Gon, imitato"                                                                                  | 21 maggio 2012    | Inedito-26 settembre 2015 |
| 9A-9B                         | S2 E03-           | Il nuovo sfidante di Gon 「帰ってきた黒ヒョウレオン」 - Kae' te kita kurohyō Reon – "Il ritorno di Leon la Pantera Nera"「ゴン、カメレオンとかくれんぼ」 - Gon, kamereon to kakurenbo – "Gon, gioca a nascondino con un camaleonte"                               | 28 maggio 2012    | 26 settembre 2015-Inedito |
| 10A-10B                       | S1 E08-           | Si salvi chi può! 「強敵、クマリン登場」 - Kyōteki, Kumarin tōjō – "L'apparizione del formidabile Kumarin"「ゴン、カメになる」 - Gon, kame ni naru – "Gon, diventa una tartaruga"                                                                                 | 4 giugno 2012     | 26 settembre 2015-Inedito |
| 11A-11B                       | S1 E10-S1 E13     | La battaglia delle puzzette 「ゴン、スカンク王と対決」 - Gon, Sukanku ou to taiketsu – "Gon, la resa dei conti con Skunk King"Attenti a Kumarin 「ゴン、クマリンに悩まされる」 - Gon, Kumarin ni nayamasa-reru – "Gon, turbato da Kumarin"                        | 11 giugno 2012    | 26 settembre 2015         |
| 12A-12B                       | S1 E14-           | Gon adotta una piantina 「ゴン、植物を育てる」 - Gon, shokubutsu o sodateru – "Gon, fa crescere una pianta"「ゴン、ペンギンと遊ぶ」 - Gon, Pengin to asobu – "Gon, gioca con i pinguini"                                                                          | 18 giugno 2012    | 26 settembre 2015-Inedito |
| 13A-13B                       | S2 E06-S1 E17     | Che fungo prelibato! 「ゴン、キノコ狩りにいく」 - Gon, kinoko kari ni iku – "Gon, raccoglie i funghi"GON e il bruco 「ゴン、イモムシを育てる」 - Gon, imomushi o sodateru – "Gon, fa crescere un verme"                                                           | 25 giugno 2015    | 26 settembre 2015         |
| 14A-14B                       | S1 E11            | Pronti, partenza, si mangia! 「ゴン、大食い対決」 - Gon, daigui taiketsu – "Gon, il concorso del mangiare"「ゴン、ビリビリする」 - Gon, biribiri suru – "Gon elettrico"                                                                                           | 2 luglio 2012     | 26 settembre 2015-        |
| 15A-15B                       | S1 E21-           | GON, Caccia dolce Caccia 「ゴン、はじめてのハチミツ」 - Gon, hajimete no hachimitsu – "Gon, scopre il gusto del miele"「ゴン、イノシシのドンと対決」 - Gon, inoshishi no don to taiketsu – "Gon, si confronta con Don l'Orso Selvaggio"                           | 9 luglio 2012     | 26 settembre 2015-Inedito |
| 16A-16B                       | -S1 E23           | 「ゴン、アイクィーンとたたかう」 - Gon, Ai Kuīn to tatakau – "Gon, combatte con Ai Queen"Gon e le bacche piccanti 「ゴン、ものすごい仕返しを受ける」 - Gon, monosugoi shikaeshi o ukeru – "Gon, riceve una terribile vendetta"                                    | 16 luglio 2012    | Inedito-26 settembre 2015 |
| 17                            | -                 | 「ゴン、ひな鳥を探す」 - Gon, hinadori o sagasu – "Gon, cerca i pulcini" | 23 luglio 2012    | Inedito                   |
| 18                            | S1 E9             | Per fortuna che c'è Gon 「ヤン、群れの新しいリーダーになる」 - Yan, mure no atarashii Rīdā ni naru – "Yan, diventa il nuovo capo branco" | 30 luglio 2012    | 26 settembre 2015         |
| 19                            | -                 | 「ゴン、ナマケモノになる？」 - Gon, namakemono ni naru? – "Gon, diventa un bradipo?" | 13 agosto 2012    | Inedito                   |
| 20                            | S2 E08            | Che noia, le sfide! 「レオンからの挑戦状」 - Reon kara no chōsenjō – "Una sfida da Leon" | 20 agosto 2012    | 26 settembre 2015         |
| 21                            | S1 E24            | Amore e puzzette 「ゴン、森のロマンスのお手伝い」 - Gon, mori no Romansu no otetsudai – "Gon, aiutante del romanticismo della foresta" | 27 agosto 2012    | 26 settembre 2015         |
| 22                            | -                 | 「透明カエルあらわる」 - Tōmei kaeru arawaru – "L'esposizione della rana trasparente" | 3 settembre 2012  | Inedito                   |
| 23A-23B                       | -                 | 「ゴン最大のピンチ 前篇」 - Gon saidai no pinchi (mae hen) – "La più grande crisi di Gon - L'inizio"「ゴン最大のピンチ 後篇」 - Gon saidai no pinchi (go hen) – "La più grande crisi di Gon - All'indomani"                                                       | 10 settembre 2012 | Inedito                   |
| 24A-24B                       | S1 E16-S1 E20     | GON e i combinaguai 「ゴン、イノシシの子供たちにふり回される」 - Gon, inoshishi no kodomotachi ni furi mawasareru – "Gon, circondato dai figli dell'Orso Selvaggio"GON vuole volare 「ゴン、空を飛びたい」 - Gon, sora o tobitai – "Gon, desideroso di volare"    | 17 settembre 2012 | 26 settembre 2015         |
| 25A-25B                       | S2 E04-S1 E15     | La Confraternita del mare 「ゴン、子アザラシに出会う」 - Gon, ko azarashi ni deau – "Gon, l'incontro con le giovani foche"Tutti contro GON 「森の動物たち団結する」 - Mori no dōbutsutachi danketsusuru – "Gli animali della foresta uniti"                       | 24 settembre 2012 | 26 settembre 2015         |
| 26A-26B                       | S1 E25-S1 E26     | Mamma che singhiozzo! 「ゴン、しゃっくりが止まらない」 - Gon, shakkuri ga tomaranai – "Gon, il singhiozzo senza fine"Dove va una stella cadente 「ゴン、流れ星を捕まえろ！」 - Gon, nagareboshi o tsukamaero – "Gon, prova ad acchiappare le stelle cadenti"      | 1º ottobre 2012   | 26 settembre 2015         |
| 27A-27B                       | S1 E18-S1 E22     | GON, che capolavoro! 「ゴン、彫刻家になる！」 - Gon, chōkokuka ni naru – "Gon, diventa uno scultore"Fratellanza con i lupi 「ゴン、狼たちと魚捕り!?」 - Gon, ōkami-tachi to sakanatori – "Gon, la cattura dei lupi e dei pesci"                                   | 8 ottobre 2012    | 26 settembre 2015         |
| 28A-28B                       | -                 | 「ペニーの危機一髪」 - Penī no kikiippatsu – "La chiamata vicina di Penny"「ゴン、山羊とであう」 - Gon, yagi to deau – "Gon, l'incontro con la capra" | 15 ottobre 2012   | Inedito                   |
| 29A-29B                       | S1 E19-           | GON, il guru 「リーダーの家出」 - Rīdā no iede – "Il leader in fuga"「ヘッド一家VS森の動物ふたたび」 - Heddo ikka VS mori no dōbutsu futatabi – "La famiglia di cinghiali contro gli animali della foresta ancora una volta"                                      | 22 ottobre 2012   | 26 settembre 2015-Inedito |
| 30A-30B                       | -S2 E05           | 「ゴン、伝説の炎と遭遇？」 - Gon, densetsu no honoo to sōgū? – "Gon, l'incontro con la fiamma della leggenda?"Un nuovo letto per Gon 「ゴン、伝説の王者？に出会う」 - Gon, densetsu no ōja? Ni deau – "Gon, il campione leggendario? Incontro"                    | 29 ottobre 2012   | Inedito-26 settembre 2015 |
| 31A-31B                       | -                 | 「ゴン、みんなとバカンス」 - Gon, minna to Bakansu – "Gon, la vacanza di tutti"「キリンのトウポの秘密」 - Kirin no tōpo no himitsu – "Il segreto della giraffa"                                                                                                   | 5 novembre 2012   | Inedito                   |
| 32A-32B                       | S2 E07-           | Il babysitter ideale 「ゴン、ペンギンの子守りをする?」 - Gon, Pengin no komori o suru – "Gon, bambinaio dei pinguini"「ゴン、ジャックの仲間になる!?」 - Gon, Jakku no nakama ni naru!? – "Gon, diventa un membro dei Jack Wolfpack!?"                             | 12 novembre 2012  | 26 settembre 2015-Inedito |
| 33A-33B                       | S2 E09-           | Festa a casa di Kai 「カイの悩み」 - Kai no nayami – "Il problema di Kai"「ゴン、背を伸ばしたい」 - Gon, se o nobashitai – "Gon, prova a diventare più alto" | 19 novembre 2012  | 26 settembre 2015-Inedito |
| 34A-34B                       | -S2 E18           | 「ゴン、オリ親子を助ける」 - Gon, Ori oyako o tasukeru – "Gon, aiuta la famiglia di Ollie"Uffa ancora una sfida 「レオンからの挑戦状ふたたび」 - Reon kara no chōsenjō futatabi – "Un'altra sfida da Leon"                                                        | 26 novembre 2012  | Inedito-26 settembre 2015 |
| 35A-35B                       | S2 E10-           | Balla con me 「ゴン、ダンスを習う」 - Gon, dansu o narau – "Gon, impara a come ballare"「うそつき狐フォグ」 - Usotsuki kitsune fogu – "La volpe bugiarda" | 3 dicembre 2012   | 26 settembre 2015-Inedito |
| 36A-36B                       | S2 E19-           | Gon e l'arcobaleno 「ゴン、虹に乗りたい」 - Gon, niji ni noritai – "Gon, prova a cavalcare l'arcobaleno"「ウッスのダイエット」 - Ussu no daietto – "Ussu fa una dieta"                                                                                            | 10 dicembre 2012  | 26 settembre 2015-Inedito |
| 37                            | S2 E16            | Una mamma per Gon 「ゴン、アイクイーンの子供になる！？」 - Gon, Ai Kuīn no kodomo ni naru!? – "Gon, diventa il figlio di Ai Queen" | 17 dicembre 2012  | 26 settembre 2015         |
| 38                            | S2 E21            | Voglia di volare 「エンロ、空を飛びたい」 - Enro, sora o tobitai – "Volando verso il cielo" | 31 dicembre 2012  | 26 settembre 2015         |
| 39                            | -                 | 「ホウホウ、ゴンに魔法をかける」 - Houhou, Gon ni mahō o kakeru – "Way, fa un incantesimo su Gon" | 7 gennaio 2013    | Inedito                   |
| 40                            | S2 E11            | Che brutto mal di denti 「ゴン、歯が痛くてたまらない」 - Gon, ha ga itaku te tamaranai – "Gon, il mal di denti insopportabile" | 14 gennaio 2013   | 26 settembre 2015         |
| 41a-41b                       | S2 E12-           | Uru innamorato 「ウッスの恋」 - Ussu no koi – "La storia d'amore di Ussu"「ソードの意外な才能」 - Sōdo no igai na sainō – "Il talento nascosto della spada" | 21 gennaio 2013   | 26 settembre 2015-Inedito |
| 42                            | S2 E22-S2 E23     | La fortuna di Foxy 「うそつきフォグふたたび」 - Usotsuki fogu futatabi – "La volpe bugiarda, ancora una volta"Un maestro per Reed 「メタケイ、リーダーを復活させる」 - Metakei, Rīdā o fukkatsu saseru – "La rinascita di Metakei e del leader"                   | 28 gennaio 2013   | 26 settembre 2015         |
| 43A-43B                       | S2 E13            | Lo sciopero degli innamorati 「ゴン、恋のキューピッドになる」 - Gon, koi no Kyūpiddo ni naru – "Gon amore cupido"「クーの仕返し大作戦」 - Kū no shikaeshi daisakusen – "Il piano di vendetta di Koo"                                                              | 4 febbraio 2013   | 26 settembre 2015-Inedito |
| 44A-44B                       | -S2 E24           | 「おくびょうなガイゼル」 - Okubyō na Gaizeru – "Gaizel il Codardo"Il pipistrello smemorato 「バティ、どっちが家かわからない」 - Bati, docchi ga ie ka wakaranai – "Bat, non riesce a distinguere la propria casa"                                                 | 11 febbraio 2013  | Inedito-26 settembre 2015 |
| 45A-45B                       | S2 E25-           | Vincere ad ogni costo 「ゴン、長老に負ける?!」 - Gon, chōrō ni makeru?! – "Gon, perde contro lo scoiattolo anziano?!"「ゴン、ペリーの中に入りたがる」 - Gon, Perī no naka ni hairita garu – "Gon, si unisce e gioca con Pelly il Pellicano"                       | 18 febbraio 2013  | 26 settembre 2015-Inedito |
| 46A-46B                       | S2 E15-S2 E14     | Casa dolce Casa 「スー、反抗する」 - Sū, hankosuru – "Sū, si ribella"Senti chi parla 「ゴン、犯人を探せ！」 - Gon, hannin o sagase! – "Gon, cerca il colpevole!"                                                                                                  | 25 febbraio 2013  | 26 settembre 2015         |
| 47A-47B                       | -S2 E17           | 「ゴン、３兄弟を導く」 - Gon, san-kyodai o michibiku – "Gon, insegna ai tre fratelli lupi"Chi sarà il nuovo capo 「ゴン、大将になる」 - Gon, taishō ni naru – "Gon, diventa un leader"                                                                            | 4 marzo 2013      | Inedito-26 settembre 2015 |
| 48A-48B                       | -                 | 「イッチーの記憶喪失!?」 - Icchī no kioku sōshitsu – "L'amnesia di Icchii"「ゴン、イルカに出会う」 - Gon, iruka ni deau – "Gon, incontra il Delfino" | 11 marzo 2013     | Inedito                   |
| 49A-49B                       | -S2 E20           | 「ゴン、伝説の実をとりもどせ！」 - Gon, densetsu no mi o torimodose! – "Gon, recupera il frutto leggendario!"Scavare è un'arte! 「ゴン、大地に絵を描く」 - Gon, daichi ni e o egaku – "Gon, disegna sul terreno"                                                  | 18 marzo 2013     | Inedito-26 settembre 2015 |
| 50A-50B                       | -S2 E26           | 「ゴン、ボディーガードにさせられる!？」 - Gon, Bodīgādo ni saserareru!? – "Gon, diventa una guardia del corpo!?"Una nuova avventura per Gon 「ゴン、旅立ちの日」 - Gon, tabidachi no hi – "Gon, il giorno di partenza"                                            | 25 marzo 2013     | Inedito-26 settembre 2015 |
| Seconda stagione (26 episodi) |                   | |                   |                           |
| 51                            | -                 | 「ゴン、森に帰ってくる」 - Gon, mori ni kaette kuru – "Gon ritorna nella foresta" | 4 aprile 2015     | -                         |
| 52                            | -                 | 「ゴン、ドードー鳥に出会う」 - Gon, Dōdō tori ni deau – "Gon incontra l'uccello Dodo" | 11 aprile 2015    | -                         |
| 53                            | -                 | 「ヘッドー家の秘密兵器、登場！」 - Heddō-ka no himitsu heiki, tōjō! – "Presentazione dell'arma segreta della Head House!" | 18 aprile 2015    | -                         |
| 54                            | -                 | 「クンカ、アイクイーンとケンカ」 - Kunka, Ai Kuīn to kenka – "Kunka, Ai Queen e la battaglia" | 25 aprile 2015    | -                         |
| 55                            | -                 | 「ゴンフルエンザ」 - Gonfuruenza – "Gonfluenza" | 2 maggio 2015     | -                         |
| 56                            | -                 | 「流れ者ゲンボ」 - Nagare-sha Genbo – "Incostante Genbo" | 9 maggio 2015     | -                         |
| 57                            | -                 | 「面白くない！キノ！」 - Omoshirokunai! Kino! – "Non interessante! Kino!" | 16 maggio 2015    | -                         |
| 58                            | -                 | 「空から落ちたの？」 - Sora kara ochita no? – "Sei caduto dal cielo?" | 23 maggio 2015    | -                         |
| 59                            | -                 | 「暑い、暑い！」 - Atsui, atsui! – "Caldo, caldo!" | 30 maggio 2015    | -                         |
| 60                            | -                 | 「おれはゲップ王」 - Ore wa Geppu-ō – "Sono il re Gep" | 6 giugno 2015     | -                         |
| 61                            | -                 | 「彫刻で大さわぎ」 - Chōkoku de dai sawagi – "Incisione" | 13 giugno 2015    | -                         |
| 62                            | -                 | 「太陽が沈まない」 - Taiyō ga shizumanai – "Il Sole non tramonta" | 20 giugno 2015    | -                         |
| 63                            | -                 | 「ホウホウの夢作戦」 - Hōhō no yume sakusen – "La strategia dei sogni di Hoho" | 27 giugno 2015    | -                         |
| 64                            | -                 | 「海の中の鬼ごっこ」 - Umi no naka no onigokko – "Giocare a tag in mare" | 4 luglio 2015     | -                         |
| 65                            | -                 | 「気が弱いマド」 - Ki ga yowai mado – "Pazzo debole" | 11 luglio 2015    | -                         |
| 66                            | -                 | 「クーと迷路の洞窟」 - Kū to meiro no dōkutsu – "Ku e la grotta del labirinto" | 18 luglio 2015    | -                         |
| 67                            | -                 | 「赤い石が欲しい！」 - Akai ishi ga hoshī! – "Voglio una pietra rossa!" | 25 luglio 2015    | -                         |
| 68                            | -                 | 「格好を付けるメロカン」 - Kakkō o tsukeru Merokan – "Melokan si veste" | 1º agosto 2015    | -                         |
| 69                            | -                 | 「竹の森のカリ」 - Takenomori no kari – "Cali nella foresta di bambù" | 8 agosto 2015     | -                         |
| 70                            | -                 | 「地中の泥棒、トガ」 - Chichū no dorobō, Toga – "Toga, un ladro nel terreno" | 15 agosto 2015    | -                         |
| 71                            | -                 | 「誰の卵かな?」 - Dare no tamago ka na? – "Di chi è l'uovo?" | 22 agosto 2015    | -                         |
| 72                            | -                 | 「アウムとロト」 - Aumu to Roto – "Aum e Lotto" | 29 agosto 2015    | -                         |
| 73                            | -                 | 「災いの道」 - Wazawai no michi – "Strada del disastro" | 5 settembre 2015  | -                         |
| 74                            | -                 | 「みんな、どこに行ったの?」 - Min'na, doko ni itta no? – "Dove siete andati ragazzi?" | 12 settembre 2015 | -                         |
| 75                            | -                 | 「災いの始まり」 - Wazawai no hajimari – "L'inizio del disastro" | 19 settembre 2015 | -                         |
| 76                            | -                 | 「最後の決戦!?」 - Saigo no kessen!? – "L'ultima battaglia decisiva!?" | 26 settembre 2015 | -                         |

### Colonna sonora
Sigla di apertura
- Gon Gon Gon ~chīsana ōsama~ (GON GON GON〜小さな王様〜?) cantata da Seishiro Kato

Sigla di chiusura
- Kuchibue Pyū Pyū (くちぶえピューピュー?) cantata da ChocoLe

Nell'edizione italiana è stata adoperata come sigla di apertura una versione tradotta di Gon Gon Gon ~chīsana ōsama~, la quale è stata cantata da un coro di bambini, mentre in chiusura è stato impiegato un brano diverso da quello originale giapponese.